# Bartsia elongata
Bartsia elongata är en snyltrotsväxtart som beskrevs av Hugh Algernon Weddell. Bartsia elongata ingår i släktet svarthösläktet, och familjen snyltrotsväxter. Inga underarter finns listade i Catalogue of Life.